# أليسون نينوس سرنك
أليسون نينوس سرنك أو سيرنتش (بالإنجليزية: Alison Nenos Cernich)‏ هي أخصائية في علم النفس العصبي أمريكية متخصصة في إصابات الدماغ الرضية والتقييم النفسي العصبي المحوسب وهي نائبة مدير معهد يونيس كينيدي شرايفر الوطني لصحة الطفل والتنمية البشرية. كانت سرنك سابقًا نائب مدير مراكز التميز الدفاعية للصحة النفسية وإصابات الدماغ الرضية، وأستاذًا مساعدًا في علم الأعصاب في كلية الطب في جامعة ميريلاند، ورئيس علم النفس العصبي في نظام VA Maryland للرعاية الصحية.

## التعليم
تخرجت سرنك من مدرسة سانت ماري الدومينيكية الثانوية عام 1993. حصلت على درجة البكالوريوس من جامعة لويولا في نيو أورلينز حيث أكملت أطروحة جامعية مع مرتبة الشرف تحت إشراف المستشارة كاثرين ويسنجر. في عام 2002، حصلت على درجة الدكتوراه في علم النفس السريري من جامعة فيرلي ديكنسون. كانت أطروحتها بعنوان تنبؤات استخدام المواد بعد الإصابة في إصابات الدماغ الرضحية: المتغيرات العصبية والنفسية والتحفيزية. كان نيل أ. ماسوث مستشار أطروحتها للدكتوراه. وكانت سرنك باحثًا ما بعد الدكتوراه في علوم الأعصاب الإدراكية في مستشفى MedStar الوطنية لإعادة التأهيل.